# 安日 (加来海峡省)
安日（法語：Hinges，法語發音：[ɛ̃ʒ]）是法国上法蘭西大區加来海峡省的一个市镇，属于贝蒂讷区。

## 地理
安日（50°33'55"N, 2°37'20"E）面积8.31 平方千米，位于法国上法蘭西大區加来海峡省，该省份为法国北部沿海省份，西北濒北海，南至索姆省，东临北部省。
与安日接壤的市镇（或旧市镇、城区）包括：利斯河畔卡洛讷、莱特雷姆、洛孔、蒙贝尔南雄、旺丹莱贝蒂讷、阿讷赞、戈内姆。
安日的时区为UTC+01:00、UTC+02:00（夏令时）。

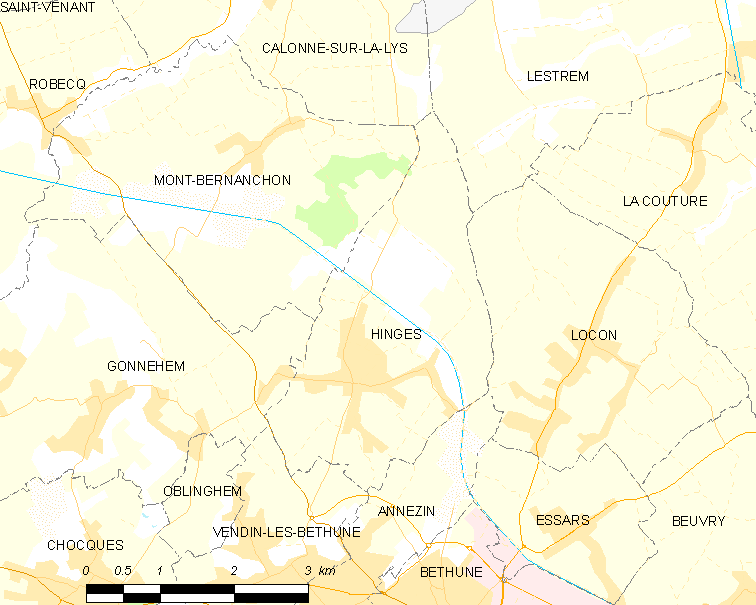
安日的OSM定位图

## 行政
安日的邮政编码为62232，INSEE市镇编码为62454。

## 政治
安日所属的省级选区为伯夫里县。

## 人口

1962-2008年间安日人口变化图示

安日于2022年1月1日时的人口数量为2450人。